# Svédország az 1956. évi nyári olimpiai játékokon
Svédország az ausztráliai Melbourne-ben és Stockholmban megrendezett 1956. évi nyári olimpiai játékok társházigazda nemzeteként vett részt a versenyeken. Az országot az olimpián 15 sportágban 97 sportoló képviselte, akik összesen 19 érmet szereztek.

## Érmesek
| Érem  | Versenyző                                                                            | Sportág       | Versenyszám                                     |
| ----- | ------------------------------------------------------------------------------------ | ------------- | ----------------------------------------------- |
| Arany | Gert Fredriksson                                                                     | Kajak-kenu    | Férfi kajak egyes 1000 m                        |
| Arany | Gert Fredriksson                                                                     | Kajak-kenu    | Férfi kajak egyes 10 000 m                      |
| Arany | Henri Saint Cyr                                                                      | Lovaglás      | Egyéni díjlovaglás                              |
| Arany | Gustaf Adolf Boltenstern, Jr. Gehnäll Persson Henri Saint Cyr                        | Lovaglás      | Csapat díjlovaglás                              |
| Arany | Petrus Kastenman                                                                     | Lovaglás      | Egyéni lovastusa                                |
| Arany | Lars Hall                                                                            | Öttusa        | Férfi egyéni                                    |
| Arany | Hjalmar Karlsson Sture Stork Lars Thörn                                              | Vitorlázás    | 5,5 méteres                                     |
| Arany | Folke Bohlin Bengt Palmquist Leif Wikström                                           | Vitorlázás    | Sárkányhajó                                     |
| Ezüst | Edvin Vesterby                                                                       | Birkózás      | Kötöttfogás, 57 kg                              |
| Ezüst | Ivar Aronsson Gösta Eriksson Bertil Göransson Evert Gunnarsson Olle Larsson          | Evezés        | Férfi kormányos négyes                          |
| Ezüst | Olof Sköldberg                                                                       | Sportlövészet | Férfi futószarvas, egyes és dupla lövés (100 m) |
| Ezüst | William Thoresson                                                                    | Torna         | Férfi talaj                                     |
| Ezüst | Evy Berggren Ann-Sofi Colling Doris Hedberg Maude Karlén Karin Lindberg Eva Rönström | Torna         | Női csapat kéziszergyakorlat                    |
| Bronz | John Ljunggren                                                                       | Atlétika      | Férfi 50 km gyaloglás                           |
| Bronz | Per Berlin                                                                           | Birkózás      | Kötöttfogás, 73 kg                              |
| Bronz | Rune Jansson                                                                         | Birkózás      | Kötöttfogás, 79 kg                              |
| Bronz | Karl-Erik Nilsson                                                                    | Birkózás      | Kötöttfogás, 87 kg                              |
| Bronz | John Sundberg                                                                        | Sportlövészet | Férfi sportpuska összetett                      |
| Bronz | Ann-Sofi Colling                                                                     | Torna         | Női ugrás                                       |

## Atlétika
Férfi
| Versenyző       | Versenyszám     | Előfutam | Előfutam | Döntő     | Döntő    |
| Versenyző       | Versenyszám     | Idő      | Hely.    | Idő       | Helyezés |
| --------------- | --------------- | -------- | -------- | --------- | -------- |
| Ingvar Ericsson | 1500 m          | 3:49,0   | 5.       | kiesett   | kiesett  |
| Dan Waern       | 1500 m          | 3:48,8   | 5.       | kiesett   | kiesett  |
| Rune Åhlund     | 5000 m          | 15:12,0  | 7.       | kiesett   | kiesett  |
| Rune Åhlund     | 10 000 m        |          | 30:57,0  | 19.       |          |
| Gunnar Tjörnebo | 3000 m akadály  | 9:02,0   | 6.       | kiesett   | kiesett  |
| Thomas Nilsson  | Maraton         |          |          | 2:33:33   | 9.       |
| Evert Nyberg    | Maraton         |          |          | 2:31:12   | 8.       |
| Arnold Vaide    | Maraton         |          |          | 2:36:21   | 11.      |
| Lars Hindmar    | 20 km gyaloglás |          |          | kizárták  | kizárták |
| John Ljunggren  | 20 km gyaloglás |          |          | 1:32:24,0 | 4.       |
| John Ljunggren  | 50 km gyaloglás |          |          | 4:35:02,0 |          |

| Versenyző        | Versenyszám   | Selejtező                | Selejtező                | Döntő                    | Döntő                    |
| Versenyző        | Versenyszám   | Eredmény                 | Helyezés                 | Eredmény                 | Helyezés                 |
| ---------------- | ------------- | ------------------------ | ------------------------ | ------------------------ | ------------------------ |
| Bengt Nilsson    | Magasugrás    | 182 cm                   | 26.                      | kiesett                  | kiesett                  |
| Stig Pettersson  | Magasugrás    | 192 cm                   | =7.                      | 206 cm                   | 4.                       |
| Ragnar Lundberg  | Rúdugrás      | 415 cm                   | =5.                      | 425 cm                   | 5.                       |
| Torgny Wåhlander | Távolugrás    | érvényes kísérlet nélkül | érvényes kísérlet nélkül | kiesett                  | kiesett                  |
| Erik Uddebom     | Súlylökés     | 16,35 m                  | 5.                       | 16,65 m                  | 6.                       |
| Erik Uddebom     | Diszkoszvetés | 48,44 m                  | 7.                       | 48,28 m                  | 14.                      |
| Birger Asplund   | Kalapácsvetés | 55,03 m                  | 10.                      | érvényes kísérlet nélkül | érvényes kísérlet nélkül |

Női
| Versenyző       | Versenyszám   | Selejtező | Selejtező | Döntő    | Döntő    |
| Versenyző       | Versenyszám   | Eredmény  | Helyezés  | Eredmény | Helyezés |
| --------------- | ------------- | --------- | --------- | -------- | -------- |
| Gunhild Larking | Magasugrás    | 158 cm    | =1.       | 167 cm   | 4.       |
| Ingrid Almqvist | Gerelyhajítás | 43,47 m   | 14.       | 49,74 m  | 5.       |

## Birkózás
Kötöttfogású
| Versenyző         | Versenyszám | 1. forduló                        | 1. forduló | 1. forduló | 2. forduló                           | 2. forduló | 2. forduló | 3. forduló                        | 3. forduló | 3. forduló | 4. forduló                       | 4. forduló | 4. forduló | 5. forduló                     | 5. forduló | 5. forduló | 6. forduló        | 6. forduló | 6. forduló | 7. forduló        | 7. forduló | 7. forduló | Döntő                              | Döntő   | Döntő   | Helyezés    |
| Versenyző         | Versenyszám | Ellenfél Eredmény                 | Pont       | Hely.      | Ellenfél Eredmény                    | Pont       | Hely.      | Ellenfél Eredmény                 | Pont       | Hely.      | Ellenfél Eredmény                | Pont       | Hely.      | Ellenfél Eredmény              | Pont       | Hely.      | Ellenfél Eredmény | Pont       | Hely.      | Ellenfél Eredmény | Pont       | Hely.      | Ellenfél Eredmény                  | Pont    | Hely.   | Helyezés    |
| ----------------- | ----------- | --------------------------------- | ---------- | ---------- | ------------------------------------ | ---------- | ---------- | --------------------------------- | ---------- | ---------- | -------------------------------- | ---------- | ---------- | ------------------------------ | ---------- | ---------- | ----------------- | ---------- | ---------- | ----------------- | ---------- | ---------- | ---------------------------------- | ------- | ------- | ----------- |
| Bengt Johansson   | 52 kg       | erőnyerő                          | 0          | =1.        | Borivoj Vukov (YUG) · 0-3            | 3          | =6.        | Dumitru Pîrvulescu (ROU) · 0-3    | 6          | =7.        | kiesett                          | kiesett    | kiesett    |                                |            |            |                   |            |            |                   |            |            | kiesett                            | kiesett | kiesett | helyezetlen |
| Edvin Vesterby    | 57 kg       | Dinko Petrov (BUL) · 1-2          | 2          | =8.        | Franz Brunner (AUT) · 3-0            | 3          | =6.        | Yaşar Yılmaz (TUR) · visszalépett | 3          | =3.        | erőnyerő                         | 3          | 1.         | Francisc Horvath (ROU) · 2-1   | 4          | 1.         |                   |            |            |                   |            |            | Konsztantyin Virupajev (URS) · 0-3 | 7       | 2.      |             |
| Gunnar Håkansson  | 62 kg       | Roger Bielle (FRA) · 3-0          | 1          | =3.        | Roman Dzeneladze (URS) · kétvállas   | 4          | =6.        | Müzahir Sille (TUR) · 3-0         | 5          | 5.         | kiesett                          | kiesett    | kiesett    | kiesett                        | kiesett    | kiesett    |                   |            |            |                   |            |            | kiesett                            | kiesett | kiesett | 5.          |
| Olle Anderberg    | 67 kg       | Dimitar Stoyanov (BUL) · 0-3      | 3          | =6.        | Kyösti Lehtonen (FIN) · visszalépett | 3          | 10.        | kiesett                           | kiesett    | kiesett    | kiesett                          | kiesett    | kiesett    | kiesett                        | kiesett    | kiesett    | kiesett           | kiesett    | kiesett    | kiesett           | kiesett    | kiesett    | kiesett                            | kiesett | kiesett | helyezetlen |
| Per Berlin        | 73 kg       | Ernst Wandaller (AUT) · kétvállas | 0          | =1.        | Fred Murphy (AUS) · kétvállas        | 0          | 1.         | erőnyerő                          | 0          | 1.         | Mithat Bayrak (TUR) · 0-3        | 3          | =2.        | Vlagyimir Manyejev (URS) · 0-3 | 6          | 3.         |                   |            |            |                   |            |            | kiesett                            | kiesett | kiesett |             |
| Rune Jansson      | 79 kg       | Givi Kartozija (URS) · 0-3        | 3          | =7.        | Viljo Punkari (FIN) · kétvállas      | 3          | =5.        | Jim Peckham (USA) · 2-1           | 4          | 4.         | Hans Sterr (EUA) · 3-0           | 5          | =3.        |                                |            |            |                   |            |            |                   |            |            | Dimitar Dobrev (BUL) · 0-3         | 8       | 3.      |             |
| Karl-Erik Nilsson | 87 kg       | Veikko Lahti (FIN) · 3-0          | 1          | =2.        | Robert Steckle (CAN) · kétvállas     | 1          | 1.         | Eugen Wiesberger, Jr. (AUT) · 3-0 | 2          | 1.         | Valentyin Nyikolajev (URS) · 0-3 | 5          | 3.         |                                |            |            |                   |            |            |                   |            |            | Petko Szirakov (BUL) · 0-3         | 8       | 3.      |             |
| Bertil Antonsson  | +87 kg      | Dale Lewis (USA) · kétvállas      | 0          | 1.         | Anatolij Parfjonov (URS) · 3-0       | 1          | 1.         | Wilfried Dietrich (EUA) · 0-3     | 4          | =4.        | Adelmo Bulgarelli (ITA) · 0-3    | 7          | 5.         | kiesett                        | kiesett    | kiesett    |                   |            |            |                   |            |            | kiesett                            | kiesett | kiesett | 5.          |

Szabadfogású
| Versenyző      | Versenyszám | 1. forduló                        | 1. forduló | 1. forduló | 2. forduló                        | 2. forduló | 2. forduló | 3. forduló                       | 3. forduló | 3. forduló | 4. forduló                          | 4. forduló | 4. forduló | 5. forduló        | 5. forduló | 5. forduló | 6. forduló        | 6. forduló | 6. forduló | Döntő             | Döntő   | Döntő   | Helyezés    |
| Versenyző      | Versenyszám | Ellenfél Eredmény                 | Pont       | Hely.      | Ellenfél Eredmény                 | Pont       | Hely.      | Ellenfél Eredmény                | Pont       | Hely.      | Ellenfél Eredmény                   | Pont       | Hely.      | Ellenfél Eredmény | Pont       | Hely.      | Ellenfél Eredmény | Pont       | Hely.      | Ellenfél Eredmény | Pont    | Hely.   | Helyezés    |
| -------------- | ----------- | --------------------------------- | ---------- | ---------- | --------------------------------- | ---------- | ---------- | -------------------------------- | ---------- | ---------- | ----------------------------------- | ---------- | ---------- | ----------------- | ---------- | ---------- | ----------------- | ---------- | ---------- | ----------------- | ------- | ------- | ----------- |
| Olle Anderberg | 67 kg       | Imam-Ali Habibi (IRI) · kétvállas | 3          | =12.       | Väinö Hakkarainen (FIN) · 2-1     | 4          | =12.       | Tóth Gyula (HUN) · visszalépett  | 7          | 14.        | kiesett                             | kiesett    | kiesett    | kiesett           | kiesett    | kiesett    |                   |            |            | kiesett           | kiesett | kiesett | helyezetlen |
| Per Berlin     | 73 kg       | Noel Granger (AUS) · 3-0          | 1          | =5.        | Ernst Wandaller (AUT) · kétvállas | 1          | =2.        | Alfred Tischendorf (EUA) · 3-0   | 2          | =2.        | Vahtang Balavadze (URS) · kétvállas | 5          | =4.        |                   |            |            |                   |            |            | kiesett           | kiesett | kiesett | 4.          |
| Bengt Lindblad | 79 kg       | Manie van Zyl (RSA) · 3-0         | 1          | =5.        | Hans Sterr (EUA) · kétvállas      | 4          | =8.        | Bakshish Singh (IND) · kétvállas | 4          | =6.        | Nikola Sztancsev (BUL) · kétvállas  | 7          | =7.        | kiesett           | kiesett    | kiesett    |                   |            |            | kiesett           | kiesett | kiesett | helyezetlen |
| Viking Palm    | 87 kg       | Borisz Kulajev (URS) · 0-3        | 3          | =7.        | Peter Blair (USA) · 3-0           | 4          | =6.        | Adil Atan (TUR) · 1-2            | 6          | 7.         | kiesett                             | kiesett    | kiesett    | kiesett           | kiesett    | kiesett    | kiesett           | kiesett    | kiesett    | kiesett           | kiesett | kiesett | helyezetlen |

## Evezés
| Versenyző | Versenyszám      | Előfutam | Előfutam | Vigaszág | Vigaszág | Elődöntő | Elődöntő | Döntő  | Döntő | Helyezés |
| Versenyző | Versenyszám      | Idő      | Hely.    | Idő      | Hely.    | Idő      | Hely.    | Idő    | Hely. | Helyezés |
| --- | ---------------- | -------- | -------- | -------- | -------- | -------- | -------- | ------ | ----- | -------- |
| Olle Larsson Gösta Eriksson Ivar Aronsson Evert Gunnarsson Bertil Göransson (kormányos)                                                                | Kormányos négyes | 6:57,9   | 1.       | erőnyerő | erőnyerő | 8:01,8   | 1.       | 7:22,4 | 2.    |          |
| Olle Larsson Lennart Andersson Kjell Hansson Rune Andersson Lennart Hansson Gösta Eriksson Ivar Aronsson Evert Gunnarsson Bertil Göransson (kormányos) | Nyolcas          | 6:06,4   | 1.       | erőnyerő | erőnyerő | 7:08,4   | 2.       | 6:48,1 | 4.    | 4.       |

## Kajak-kenu
Férfi
| Versenyző                     | Versenyszám           | Előfutam | Előfutam | Döntő   | Döntő    |
| Versenyző                     | Versenyszám           | Idő      | Hely.    | Idő     | Helyezés |
| ----------------------------- | --------------------- | -------- | -------- | ------- | -------- |
| Gert Fredriksson              | Kajak egyes 1000 m    | 4:22,0   | 1.       | 4:12,8  |          |
| Gert Fredriksson              | Kajak egyes 10 000 m  |          |          | 47:43,4 |          |
| Carl-Åke Ljung Ragnar Heurlin | Kajak kettes 1000 m   | 4:00,0   | 4.       | kiesett | kiesett  |
| Hans Wetterström Carl Sundin  | Kajak kettes 10 000 m |          |          | 44:06,7 | 4.       |
| Werner Wettersten             | Kenu egyes 1000 m     |          |          | 5:28,0  | 6.       |
| Werner Wettersten             | Kenu egyes 10 000 m   |          |          | 59:24,7 | 6.       |

## Kerékpározás

### Országúti kerékpározás
| Versenyző                                                        | Versenyszám          | Idő             | Helyezés |
| ---------------------------------------------------------------- | -------------------- | --------------- | -------- |
| Karl-Ivar Andersson                                              | Mezőnyverseny        | 5:23:50 (+2:33) | 17.      |
| Gunnar Göransson                                                 | Mezőnyverseny        | 5:30:45 (+9:28) | 31.      |
| Lars Nordwall                                                    | Mezőnyverseny        | 5:23:40 (+2:23) | 10.      |
| Roland Ströhm                                                    | Mezőnyverseny        | 5:24:44 (+3:27) | 20.      |
| Versenyző                                                        | Versenyszám          | Pont            | Helyezés |
| Karl-Ivar Andersson Gunnar Göransson Lars Nordwall Roland Ströhm | Csapat mezőnyverseny | 47              | 5.       |

## Lovaglás
megjegyzés: A lovas versenyszámokat Stockholmban rendezték meg a szigorú ausztrál állat-egészségügyi szabályok miatt.
Díjlovaglás
| Versenyző                                                     | Ló                | Versenyszám | Döntő  | Döntő    |
| Versenyző                                                     | Ló                | Versenyszám | Pont   | Helyezés |
| ------------------------------------------------------------- | ----------------- | ----------- | ------ | -------- |
| Gustaf Adolf Boltenstern, Jr.                                 | Krest             | Egyéni      | 794,0  | 7.       |
| Gehnäll Persson                                               | Knaust            | Egyéni      | 821,0  | 4.       |
| Henri Saint Cyr                                               | Juli              | Egyéni      | 860,0  |          |
| Gustaf Adolf Boltenstern, Jr. Gehnäll Persson Henri Saint Cyr | Krest Knaust Juli | Csapat      | 2475,0 |          |

Díjugratás
| Versenyző                                    | Ló                    | Versenyszám | 1. forduló | 1. forduló | 2. forduló       | 2. forduló       | Összesen    | Összesen    |
| Versenyző                                    | Ló                    | Versenyszám | Pont       | Hely.      | Pont             | Hely.            | Pont        | Helyezés    |
| -------------------------------------------- | --------------------- | ----------- | ---------- | ---------- | ---------------- | ---------------- | ----------- | ----------- |
| Tor Burman                                   | Rouquade              | Egyéni      | 43,25      | 42.        | 57,75            | 45.              | 101,00      | 45.         |
| Anders Gernandt                              | Röhäll                | Egyéni      | 32,00      | =35.       | 23,00            | 25.              | 55,00       | 32.         |
| Douglas Wijkander                            | Bimbo                 | Egyéni      | 108,50     | =49.       | nem állt rajthoz | nem állt rajthoz | helyezetlen | helyezetlen |
| Tor Burman Anders Gernandt Douglas Wijkander | Rouquade Röhäll Bimbo | Csapat      | 183,75     | 15.        | nem ért célba    | nem ért célba    | helyezetlen | helyezetlen |

Lovastusa
| Versenyző                                                 | Ló                  | Versenyszám | Díjlovaglás | Díjlovaglás | Tereplovaglás | Tereplovaglás | Díjugratás | Díjugratás | Végeredmény | Végeredmény |
| Versenyző                                                 | Ló                  | Versenyszám | Bünt.       | Hely.       | Bünt.         | Hely.         | Bünt.      | Hely.      | Bünt.       | Helyezés    |
| --------------------------------------------------------- | ------------------- | ----------- | ----------- | ----------- | ------------- | ------------- | ---------- | ---------- | ----------- | ----------- |
| Johan Asker                                               | Iller               | Egyéni      | -119,60     | 14.         | nem ért célba | nem ért célba | kiesett    | kiesett    | kiesett     | kiesett     |
| Petrus Kastenman                                          | Iluster             | Egyéni      | -116,40     | 12.         | 69,87         | 1.            | -20,00     | =22.       | -66,53      |             |
| Hans von Blixen-Finecke, Jr.                              | Jubal               | Egyéni      | -110,40     | 8.          | -138,48       | 26.           | -37,50     | 32.        | -286,38     | 24.         |
| Johan Asker Petrus Kastenman Hans von Blixen-Finecke, Jr. | Iller Iluster Jubal | Csapat      | -346,40     | 3.          | nem ért célba | nem ért célba | kiesett    | kiesett    | kiesett     | kiesett     |

## Műugrás
Női
| Versenyző            | Versenyszám        | Selejtező | Selejtező | Döntő | Döntő  | Döntő    |
| Versenyző            | Versenyszám        | Pont      | Helyezés  | Pont  | Össz.  | Helyezés |
| -------------------- | ------------------ | --------- | --------- | ----- | ------ | -------- |
| Anna-Stina Wahlberg  | Egyéni műugrás     | 60,30     | 12.       | 36,99 | 97,29  | 12.      |
| Birte Christoffersen | Egyéni műugrás     | 62,81     | 8.        | 39,38 | 102,19 | 9.       |
| Birte Christoffersen | Egyéni toronyugrás | 50,48     | 5.        | 24,73 | 75,21  | 8.       |

## Ökölvívás
| Versenyző       | Versenyszám  | Nyolcaddöntő                      | Negyeddöntő          | Elődöntő          | Döntő             | Helyezés |
| Versenyző       | Versenyszám  | Ellenfél Eredmény                 | Ellenfél Eredmény    | Ellenfél Eredmény | Ellenfél Eredmény | Helyezés |
| --------------- | ------------ | --------------------------------- | -------------------- | ----------------- | ----------------- | -------- |
| Stig Sjölin     | Középsúly    | Víctor Zalazar (ARG) · V          | kiesett              | kiesett           | kiesett           | 9.       |
| Lennart Risberg | Félnehézsúly | Andrzej Wojciechowski (POL) · RSC | kiesett              | kiesett           | kiesett           | 9.       |
| Törner Åhsman   | Nehézsúly    | Patrick Sharkey (IRL) · KO        | Lev Muhin (URS) · KO | kiesett           | kiesett           | 5.       |

## Öttusa
| Versenyző                            | Versenyszám | Lovaglás | Lovaglás | Lovaglás | Lovaglás | Vívás            | Vívás            | Vívás            | Lövészet | Lövészet | Lövészet | Úszás   | Úszás   | Úszás   | Futás   | Futás   | Futás   | Összesen    | Összesen    |
| Versenyző                            | Versenyszám | Idő      | Bünt.    | Pont     | Hely.    | Eredmény         | Pont             | Hely.            | Pontszám | Pont     | Hely.    | Idő     | Pont    | Hely.   | Idő     | Pont    | Hely.   | Összes pont | Helyezés    |
| ------------------------------------ | ----------- | -------- | -------- | -------- | -------- | ---------------- | ---------------- | ---------------- | -------- | -------- | -------- | ------- | ------- | ------- | ------- | ------- | ------- | ----------- | ----------- |
| Bertil Haase                         | Egyéni      | 12:18    | 140      | 515,0    | 20.      | 17–18            | 667,0            | 17.              | 180      | 700,0    | 27.      | 4:34,7  | 830,0   | 20.     | 13:48,5 | 1216,0  | 2.      | 3928,0      | 17.         |
| Lars Hall                            | Egyéni      | 9:46     | 0        | 1035,0   | 4.       | 23–12            | 889,0            | 4.               | 181      | 720,0    | 24.      | 3:54,2  | 1030,0  | 2.      | 14:07,4 | 1159,0  | 8.      | 4833,0      |             |
| Björn Thofelt                        | Egyéni      | 18:40    | 140      | 0,0      | 33.      | nem állt rajthoz | nem állt rajthoz | nem állt rajthoz | kiesett  | kiesett  | kiesett  | kiesett | kiesett | kiesett | kiesett | kiesett | kiesett | helyezetlen | helyezetlen |
| Bertil Haase Lars Hall Björn Thofelt | Csapat      |          |          | 1550,0   | 6.       |                  | nem állt rajthoz | nem állt rajthoz |          | kiesett  | kiesett  |         | kiesett | kiesett |         | kiesett | kiesett | helyezetlen | helyezetlen |

## Sportlövészet
Férfi
| Versenyző        | Versenyszám                               | Döntő | Döntő    |
| Versenyző        | Versenyszám                               | Pont  | Helyezés |
| ---------------- | ----------------------------------------- | ----- | -------- |
| Åke Lindblom     | Szabadpisztoly                            | 542   | 7.       |
| Torsten Ullman   | Szabadpisztoly                            | 549   | 6.       |
| Anders Kvissberg | Sportpuska, fekvő                         | 596   | 14.      |
| Anders Kvissberg | Sportpuska, összetett                     | 1156  | 8.       |
| Anders Kvissberg | Szabadpuska, összetett (300 m)            | 1093  | 7.       |
| John Sundberg    | Szabadpuska, összetett (300 m)            | 1094  | 6.       |
| John Sundberg    | Sportpuska, fekvő                         | 596   | 12.      |
| John Sundberg    | Sportpuska, összetett                     | 1167  |          |
| Benkt Austrin    | Futószarvas, egyes és dupla lövés (100 m) | 405   | 7.       |
| Olof Sköldberg   | Futószarvas, egyes és dupla lövés (100 m) | 432   |          |
| Knut Holmqvist   | Trap                                      | 178   | 7.       |
| Hans Liljedahl   | Trap                                      | 177   | 8.       |

## Súlyemelés
| Versenyző       | Versenyszám | Nyomás                   | Nyomás                   | Szakítás | Szakítás | Lökés    | Lökés    | Összesen | Helyezés |
| Versenyző       | Versenyszám | Eredmény                 | Helyezés                 | Eredmény | Helyezés | Eredmény | Helyezés | Összesen | Helyezés |
| --------------- | ----------- | ------------------------ | ------------------------ | -------- | -------- | -------- | -------- | -------- | -------- |
| Ingemar Franzén | 75 kg       | érvényes kísérlet nélkül | érvényes kísérlet nélkül | kiesett  | kiesett  | kiesett  | kiesett  | kiesett  | kiesett  |

## Torna
Férfi
| Versenyző         | Versenyszám      | Döntő    | Döntő    |
| Versenyző         | Versenyszám      | Pontszám | Helyezés |
| ----------------- | ---------------- | -------- | -------- |
| William Thoresson | Talaj            | 19,10    | =        |
| William Thoresson | Ugrás            | 18,50    | =16.     |
| William Thoresson | Korlát           | 18,70    | =16.     |
| William Thoresson | Nyújtó           | 17,80    | 47.      |
| William Thoresson | Gyűrű            | 16,60    | =46.     |
| William Thoresson | Lólengés         | 17,70    | =45.     |
| William Thoresson | Egyéni összetett | 108,40   | =32.     |
| Kurt Wigartz      | Talaj            | 18,65    | 14.      |
| Kurt Wigartz      | Ugrás            | 18,45    | =19.     |
| Kurt Wigartz      | Korlát           | 17,85    | =43.     |
| Kurt Wigartz      | Nyújtó           | 18,05    | =40.     |
| Kurt Wigartz      | Gyűrű            | 15,30    | 57.      |
| Kurt Wigartz      | Lólengés         | 17,85    | =38.     |
| Kurt Wigartz      | Egyéni összetett | 106,15   | 48.      |

Női
| Versenyző                                                                            | Versenyszám      | Döntő    | Döntő    |
| Versenyző                                                                            | Versenyszám      | Pontszám | Helyezés |
| ------------------------------------------------------------------------------------ | ---------------- | -------- | -------- |
| Evy Berggren                                                                         | Talaj            | 17,800   | =44.     |
| Evy Berggren                                                                         | Ugrás            | 17,966   | 38.      |
| Evy Berggren                                                                         | Felemás korlát   | 17,333   | =46.     |
| Evy Berggren                                                                         | Gerenda          | 16,866   | =52.     |
| Evy Berggren                                                                         | Egyéni összetett | 69,966   | 49.      |
| Ann-Sofi Colling                                                                     | Talaj            | 18,166   | =22.     |
| Ann-Sofi Colling                                                                     | Ugrás            | 18,733   | =        |
| Ann-Sofi Colling                                                                     | Felemás korlát   | 17,100   | =50.     |
| Ann-Sofi Colling                                                                     | Gerenda          | 17,400   | =41.     |
| Ann-Sofi Colling                                                                     | Egyéni összetett | 71,400   | 31.      |
| Doris Hedberg                                                                        | Talaj            | 18,500   | 8.       |
| Doris Hedberg                                                                        | Ugrás            | 18,433   | =10.     |
| Doris Hedberg                                                                        | Felemás korlát   | 17,133   | 49.      |
| Doris Hedberg                                                                        | Gerenda          | 16,400   | 56.      |
| Doris Hedberg                                                                        | Egyéni összetett | 70,466   | 46.      |
| Maude Karlén                                                                         | Talaj            | 18,133   | =25.     |
| Maude Karlén                                                                         | Ugrás            | 18,033   | =32.     |
| Maude Karlén                                                                         | Felemás korlát   | 15,733   | 62.      |
| Maude Karlén                                                                         | Gerenda          | 16,900   | =50.     |
| Maude Karlén                                                                         | Egyéni összetett | 68,800   | 53.      |
| Karin Lindberg                                                                       | Talaj            | 17,866   | =39.     |
| Karin Lindberg                                                                       | Ugrás            | 18,133   | =23.     |
| Karin Lindberg                                                                       | Felemás korlát   | 16,800   | 54.      |
| Karin Lindberg                                                                       | Gerenda          | 17,233   | 46.      |
| Karin Lindberg                                                                       | Egyéni összetett | 70,033   | 48.      |
| Eva Rönström                                                                         | Talaj            | 18,233   | =18.     |
| Eva Rönström                                                                         | Ugrás            | 18,100   | =27.     |
| Eva Rönström                                                                         | Felemás korlát   | 17,700   | =38.     |
| Eva Rönström                                                                         | Gerenda          | 16,900   | =50.     |
| Eva Rönström                                                                         | Egyéni összetett | 70,933   | =37.     |
| Evy Berggren Ann-Sofi Colling Doris Hedberg Maude Karlén Karin Lindberg Eva Rönström | Csapat összetett | 428,587  | 8.       |

| Versenyző                                                                            | Versenyszám              | Döntő  | Döntő    | Döntő    |
| Versenyző                                                                            | Versenyszám              | Eszköz | Pontszám | Helyezés |
| ------------------------------------------------------------------------------------ | ------------------------ | ------ | -------- | -------- |
| Evy Berggren Ann-Sofi Colling Doris Hedberg Maude Karlén Karin Lindberg Eva Rönström | Csapat kéziszergyakorlat | Labda  | 74,20    |          |

## Úszás
Férfi
| Versenyző        | Versenyszám | Előfutam | Előfutam | Előfutam | Döntő   | Döntő    |
| Versenyző        | Versenyszám | Idő      | Hely.    | Össz.    | Idő     | Helyezés |
| ---------------- | ----------- | -------- | -------- | -------- | ------- | -------- |
| Per-Olof Östrand | 400 m gyors | 4:45,9   | 6.       | 20.      | kiesett | kiesett  |

Női
| Versenyző                                                   | Versenyszám          | Előfutam | Előfutam | Előfutam | Elődöntő | Elődöntő | Elődöntő | Döntő   | Döntő    |
| Versenyző                                                   | Versenyszám          | Idő      | Hely.    | Össz.    | Idő      | Hely.    | Össz.    | Idő     | Helyezés |
| ----------------------------------------------------------- | -------------------- | -------- | -------- | -------- | -------- | -------- | -------- | ------- | -------- |
| Kate Jobson                                                 | 100 m gyors          | 1:07,3   | 3.       | 14.      | 1:06,1   | 6.       | 9.*      | kiesett | kiesett  |
| Anita Hellström                                             | 100 m gyors          | 1:08,5   | 5.       | 20.*     | kiesett  | kiesett  | kiesett  | kiesett | kiesett  |
| Anita Hellström                                             | 400 m gyors          | 5:29,2   | 5.       | 23.      |          |          |          | kiesett | kiesett  |
| Birgitta Wängberg                                           | 400 m gyors          | 5:27,0   | 6.       | 19.      |          |          |          | kiesett | kiesett  |
| Karin Larsson                                               | 400 m gyors          | 5:18,3   | 3.       | 12.      |          |          |          | kiesett | kiesett  |
| Anita Hellström Birgitta Wängberg Karin Larsson Kate Jobson | 4 × 100 m gyorsváltó | 4:30,1   | 4.       | 7.       |          |          |          | 4:30,0  | 6.       |

* - egy másik versenyzővel azonos időt ért el

## Vitorlázás
Nyílt
| Versenyző                                  | Versenyszám | Futam | Futam | Futam | Futam | Futam | Futam | Futam | Pontszám | Helyezés |
| Versenyző                                  | Versenyszám | 1     | 2     | 3     | 4     | 5     | 6     | 7     | Pontszám | Helyezés |
| ------------------------------------------ | ----------- | ----- | ----- | ----- | ----- | ----- | ----- | ----- | -------- | -------- |
| Richard Sarby                              | Finn dingi  | 925   | 703   | (323) | 557   | 624   | 624   | 557   | 3990     | 5.       |
| Hjalmar Karlsson Sture Stork Lars Thörn    | 5,5 méteres | (402) | 1101  | 1101  | 624   | 800   | 1101  | 800   | 5527     |          |
| Folke Bohlin Bengt Palmquist Leif Wikström | Sárkányhajó | 402   | 1004  | 1305  | 402   | (351) | 1305  | 1305  | 5723     |          |

## Vívás
Férfi
| Versenyző                                                                       | Versenyszám       | Csoportkör | Csoportkör | Csoportkör | Csoportkör       | Csoportkör | Csoportkör | Csoportkör | Csoportkör | Helyezés    |
| Versenyző                                                                       | Versenyszám       | 1. kör | 1. kör     | Negyeddöntő | Negyeddöntő      | Elődöntő | Elődöntő   | Döntő | Döntő      | Helyezés    |
| Versenyző                                                                       | Versenyszám       | Ellenfél Eredmény | Hely.      | Ellenfél Eredmény | Hely.            | Ellenfél Eredmény | Hely.      | Ellenfél Eredmény | Hely.      | Helyezés    |
| ------------------------------------------------------------------------------- | ----------------- | --- | ---------- | --- | ---------------- | --- | ---------- | --- | ---------- | ----------- |
| Per Carleson                                                                    | Párbajtőr, egyéni | 3. csoport · Richard Stone (AUS) · 5-0 · Emilio Echeverry (COL) · 5-3 · Fernand Leischen (LUX) · 5-5 · Santiago Massini (ARG) · 5-0 · Roger Achten (BEL) · 4-5 · Richard Pew (USA) · nem vívtak                      | 2.         | 2. csoport · Carlo Pavesi (ITA) · 5-2 · Balthazár Lajos (HUN) · 5-2 · Arnold Csarnusevics (URS) · 5-1 · Kinmont Hoitsma (USA) · 5-2 · Roger Achten (BEL) · 5-3 · René Queyroux (FRA) · 0-5                                                                                          | 1.               | 2. csoport · Richard Pew (USA) · 5-2 · Rolf Wiik (FIN) · 5-5 · Armand Mouyal (FRA) · 5-4 · Berndt-Otto Rehbinder (SWE) · 5-1 · Sákovics József (HUN) · 5-4 · Carlo Pavesi (ITA) · 4-5 · Émile Gretsch (LUX) · 4-5               | 2.         | Döntő csoport · Richard Pew (USA) · 5-3 · Rolf Wiik (FIN) · 5-1 · Carlo Pavesi (ITA) · 3-5 · Giuseppe Delfino (ITA) · 3-5 · Edoardo Mangiarotti (ITA) · 3-5 · Balthazár Lajos (HUN) · 3-5 · René Queyroux (FRA) · 0-5 | 7.         | 7.          |
| Carl Forssell                                                                   | Párbajtőr, egyéni | 4. csoport · Rolf Wiik (FIN) · 5-1 · Juozas Ūdras (URS) · 5-4 · Laurence Harding-Smith (AUS) · 5-4 · Luis Jiménez (MEX) · 5-4 · Édouard Schmit (LUX) · 2-5 · Kinmont Hoitsma (USA) · 2-5                             | 3.         | 1. csoport · Émile Gretsch (LUX) · 5-2 · Bill Hoskyns (GBR) · 5-2 · Jacques Debeur (BEL) · 5-3 · Edoardo Mangiarotti (ITA) · 4-5 · Richard Pew (USA) · 0-5 · Rerrich Béla (HUN) · 1-5 · Rájátszás: · Émile Gretsch (LUX) · 5-2 · Rerrich Béla (HUN) · 5-3 · Richard Pew (USA) · 1-5 | 3. Rájátszás: 2. | 1. csoport · Sewall Shurtz (USA) · 5-1 · Édouard Schmit (LUX) · 5-5 · René Queyroux (FRA) · 3-5 · Balthazár Lajos (HUN) · 4-5 · Edoardo Mangiarotti (ITA) · 4-5 · Giuseppe Delfino (ITA) · 4-5 · Ghislain Delaunois (BEL) · 0-5 | 6.         | kiesett | kiesett    | helyezetlen |
| Berndt-Otto Rehbinder                                                           | Párbajtőr, egyéni | 2. csoport · Ivan Lund (AUS) · 5-3 · Jacques Debeur (BEL) · 5-3 · Revaz Tsirek'idze (URS) · 5-3 · Siha Sukarno (INA) · 5-1 · Emiliano Camargo (COL) · 5-1 · Masayuki Sano (JPN) · 5-0 · Günter Stratmann (EUA) · 2-5 | 1.         | 4. csoport · Sewall Shurtz (USA) · 5-0 · Daniel Dagallier (FRA) · 5-3 · Ivan Lund (AUS) · 5-3 · Michael Howard (GBR) · 5-1 · Sákovics József (HUN) · 3-5 · Rolf Wiik (FIN) · nem vívtak                                                                                             | 1.               | 2. csoport · Émile Gretsch (LUX) · 5-2 · Sákovics József (HUN) · 5-1 · Richard Pew (USA) · 4-5 · Per Carleson (SWE) · 1-5 · Carlo Pavesi (ITA) · 2-5 · Rolf Wiik (FIN) · 2-5 · Armand Mouyal (FRA) · 2-5                        | 7.         | kiesett | kiesett    | helyezetlen |
| Per Carleson Carl Forssell Bengt Ljungquist Berndt-Otto Rehbinder John Sandwall | Párbajtőr, csapat | 2. csoport · Szovjetunió (URS) · 7-9 · Magyarország (HUN) · 5-9 · Kolumbia (COL) · nem vívtak | 3.         | |                  | kiesett | kiesett    | kiesett | kiesett    | helyezetlen |